# Кардинал червоно-чорний
Кардинал червоно-чорний (Periporphyrus erythromelas) — вид горобцеподібних птахів родини кардиналових (Cardinalidae).

## Поширення
Вид поширений на крайньому сході Венесуели, північній та центральній частині Гаяни, в Суринам (крім південного заходу), Французькій Гвіані та Бразилії від Амапи на південь до Пари та Мараньян і на захід через південну Амазонію до басейну річки Мадейра. Населяє тропічні дощові ліси та заплавний ліс.

## Опис
Червоно-чорний кардинал сягає 20,5 см завдовжки; вагою 48 г. Обидві статі мають масивний чорний дзьоб, а голова і горло чорні. Потилиця, груди і живіт самця яскраво-червоні, а спина — темно-червона. Верхня частина самиці темно-зеленувато-жовта, а нижня — жовтувато-зелена.

## Спосіб життя
Трапляється поодинці або парами. Живиться комахами та насінням.